# Hansjakobweg II
Der Hansjakobweg II (auch: Großer Hansjakobweg) ist eine fünftägige Rundwanderstrecke durch den mittleren Schwarzwald von Haslach im Kinzigtal zurück nach Haslach. Der zirka 93 Kilometer lange Wanderweg ist nach dem badischen Volksschriftsteller und Pfarrer Heinrich Hansjakob (1837–1916) benannt. Der Weg wurde im Jahre 1983 eingeweiht und wird vom Schwarzwaldverein gepflegt und betreut.
Das Wegezeichen ist eine weiße Raute mit schwarzem Hansjakobhut, der Kopfbedeckung, mit der Heinrich Hansjakob auf vielen zeitgenössischen Bildern und Fotografien abgebildet ist. Neben der Ausschilderung durch das Wegezeichen sind bei allen Sehenswürdigkeiten Erklärungstafeln angebracht, die sich hauptsächlich auf das Leben und das Werk Hansjakobs beziehen.

## Tagestouren/Etappen

### Erste Etappe: Haslach – Wolfach
Haslach – Sandhaasenhütte – Hausach – Gutach/Turm – Wolfach (16,5 km)

### Zweite Etappe: Wolfach – Brandenkopf
Wolfach – Hohenlochen – Burzbühl – Bettelfrau – Brandenkopf (11 km)

### Dritte Etappe: Brandenkopf – Zell am Harmersbach
Brandenkopf – Durben – Oberharmersbach – Mühlstein (Nordrach) – Zell am Harmersbach (21 km)

### Vierte Etappe: Zell am Harmersbach – Höhenhäuser
Zell am Harmersbach – Niller Eck – Steinach – Heidenschlössle – Höhenhäuser (Gasthof Kreuz) (27 km)

### Fünfte Etappe: Höhenhäuser – Haslach
Höhenhäuser – Biereck – Hansjakobkapelle – Hofstetten – Haslach (17,5 km)

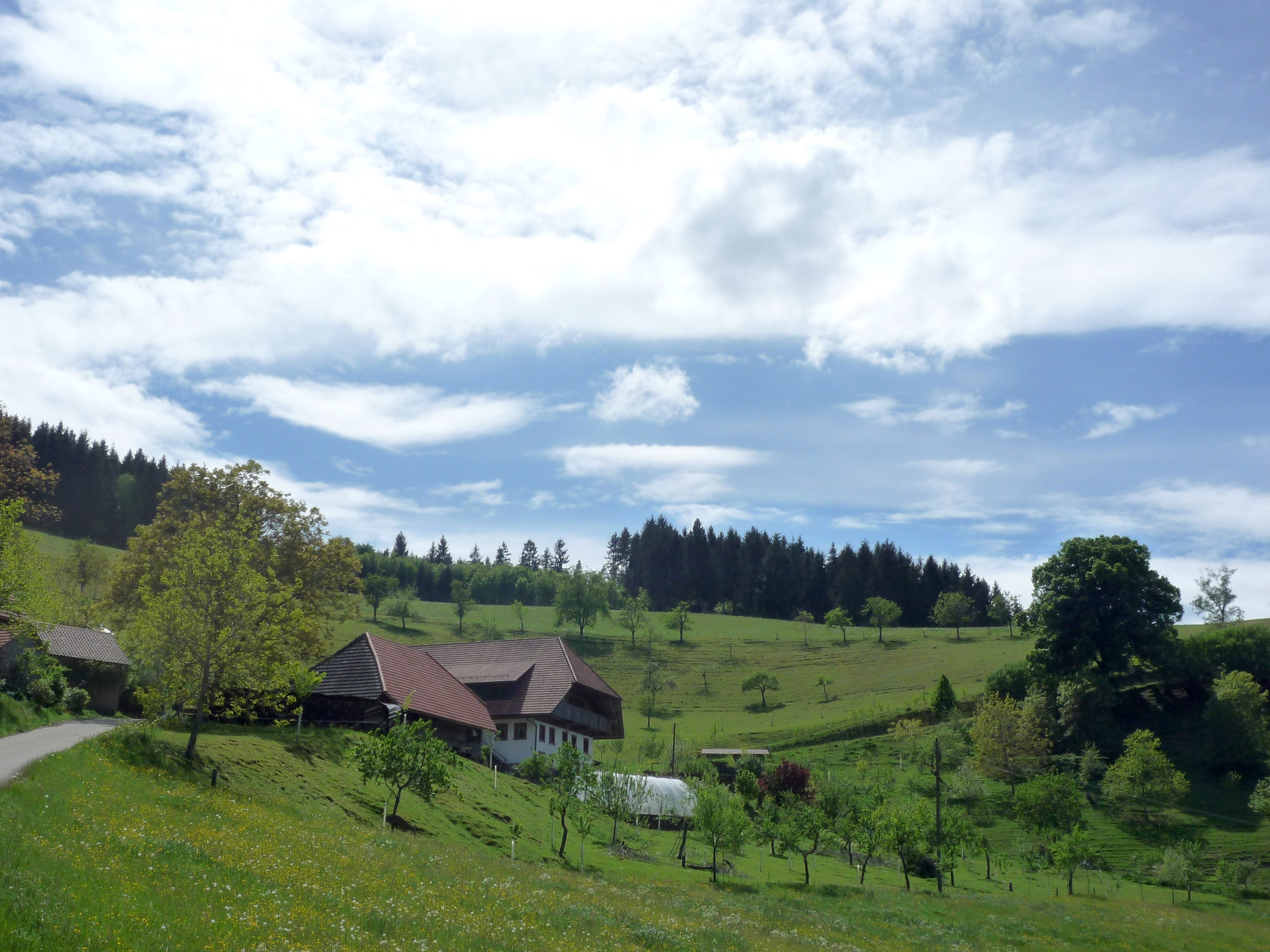
Oberer Bauernhof im Sulzbachtal (1. Etappe)
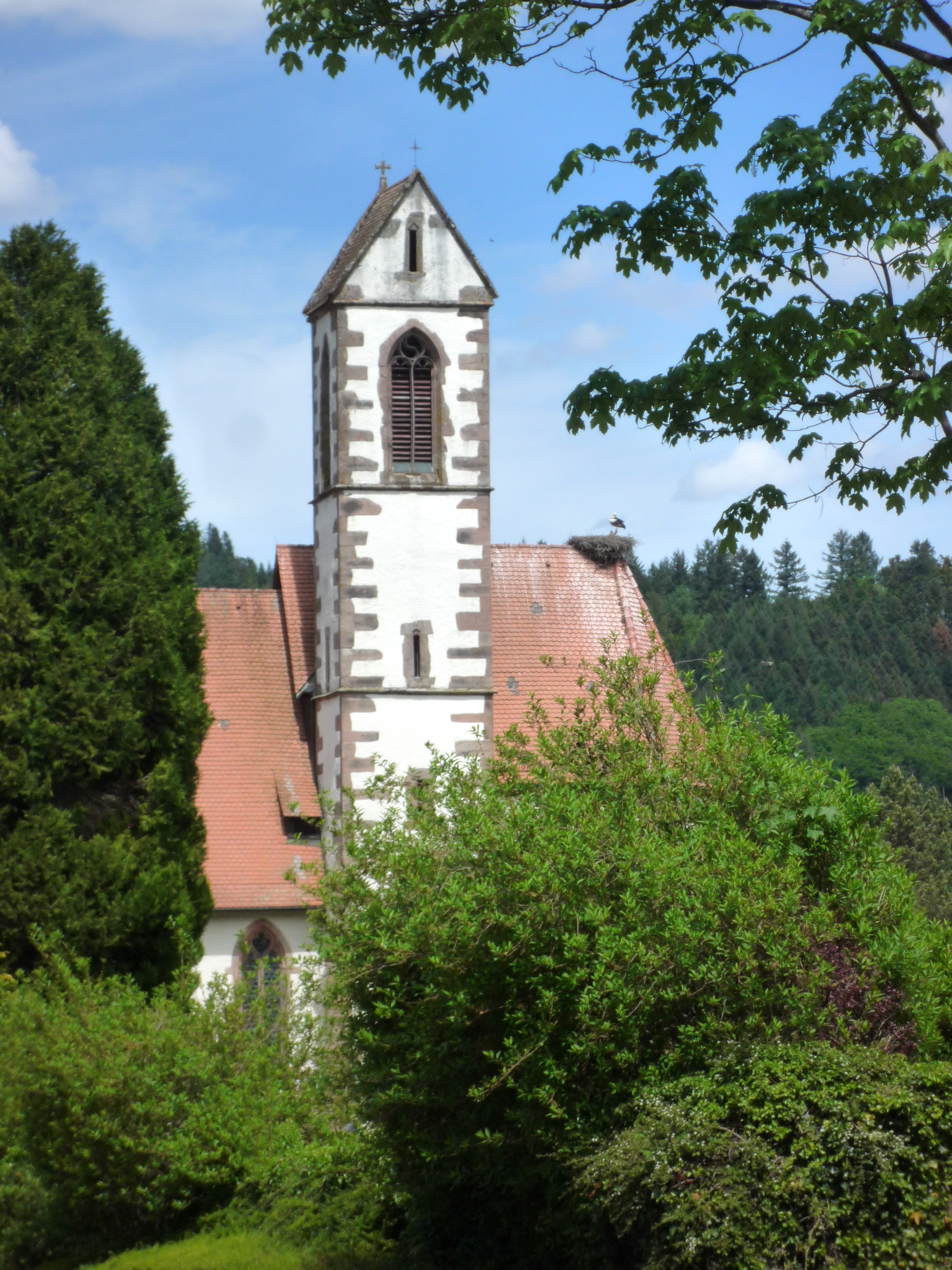
Dorfkirche, Hausach-Dorf (1. Etappe)
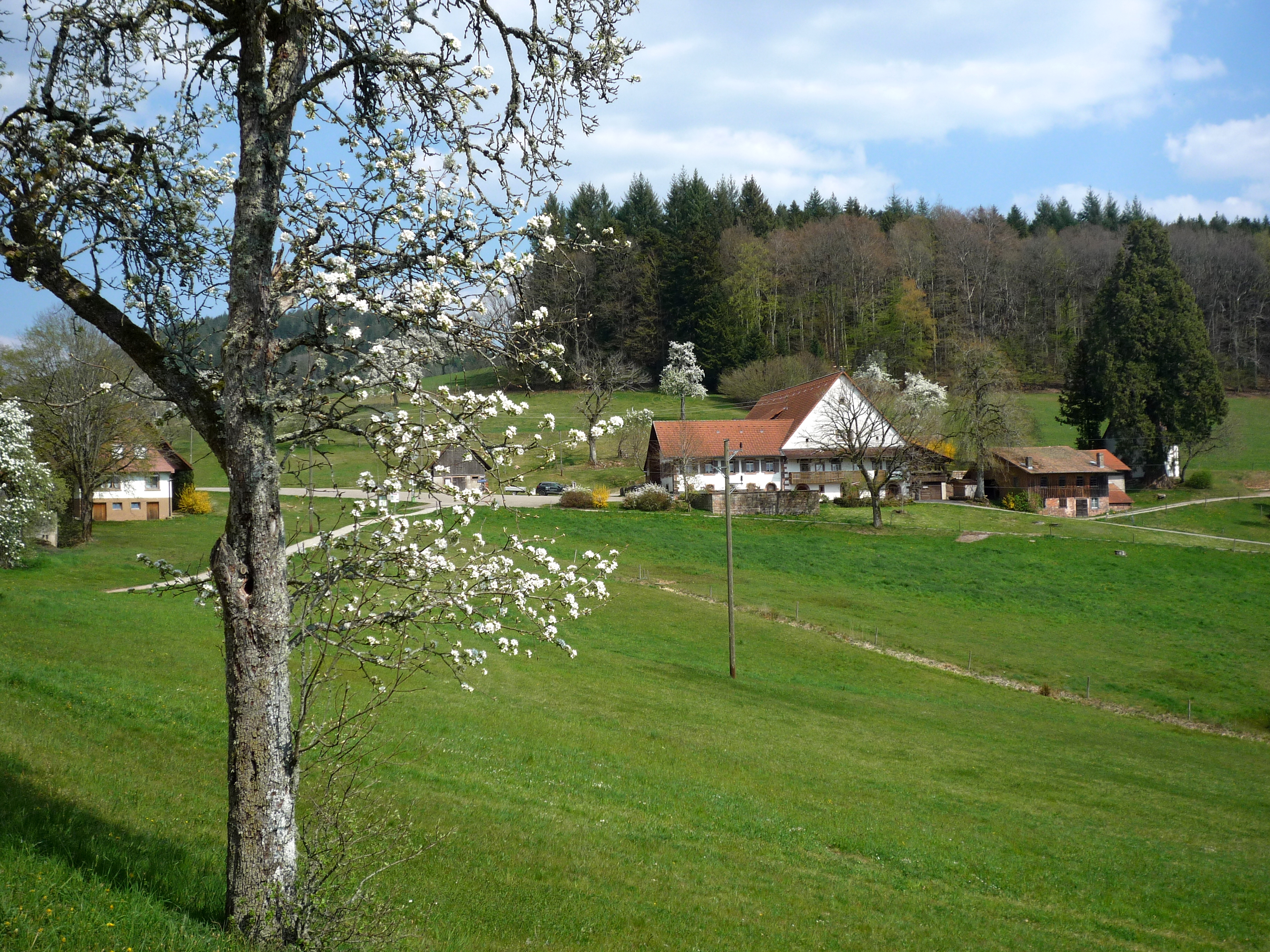
Beim Vogt auf Mühlstein (3. Etappe)
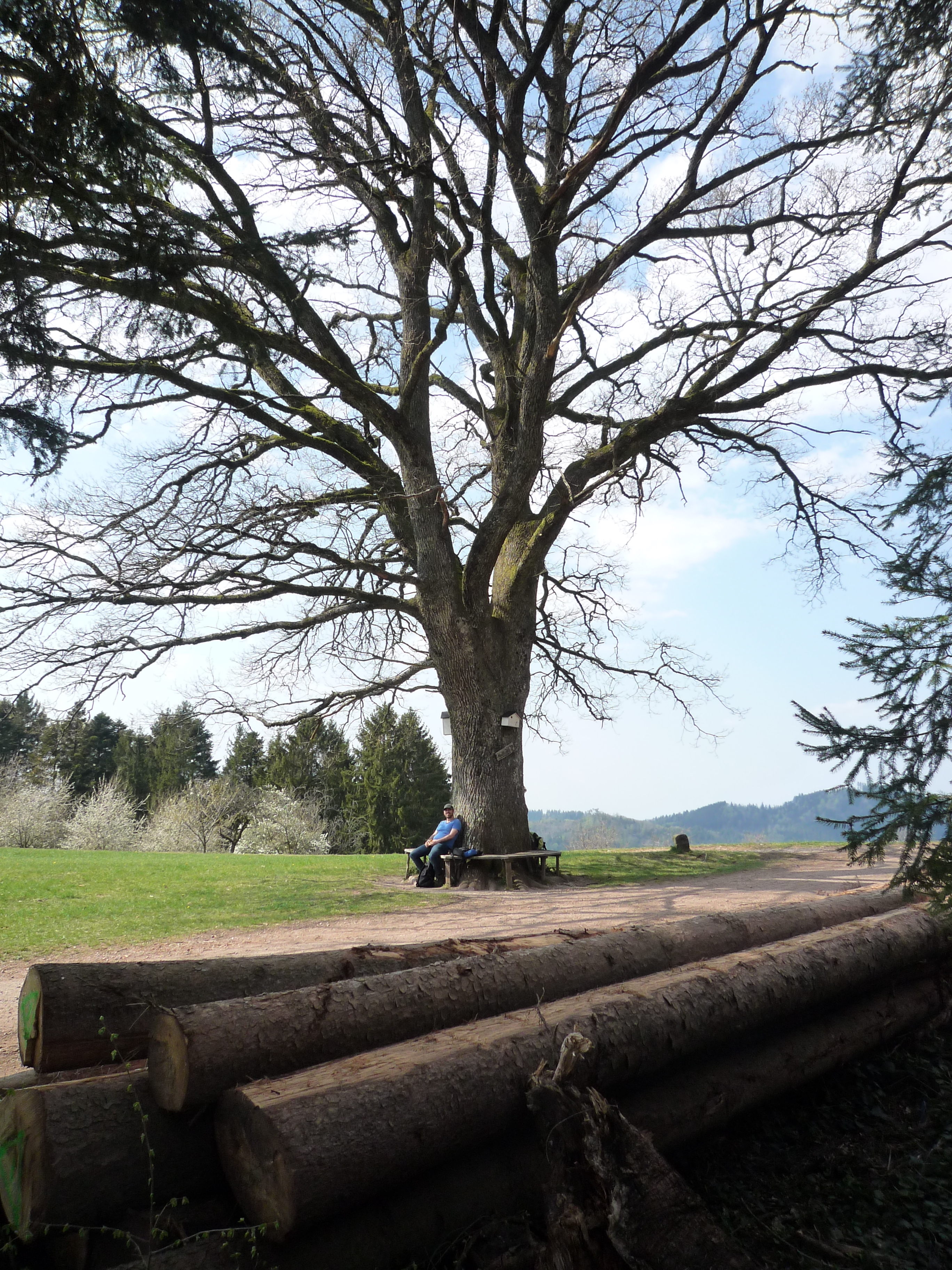
Mostbänkle (3. Etappe)
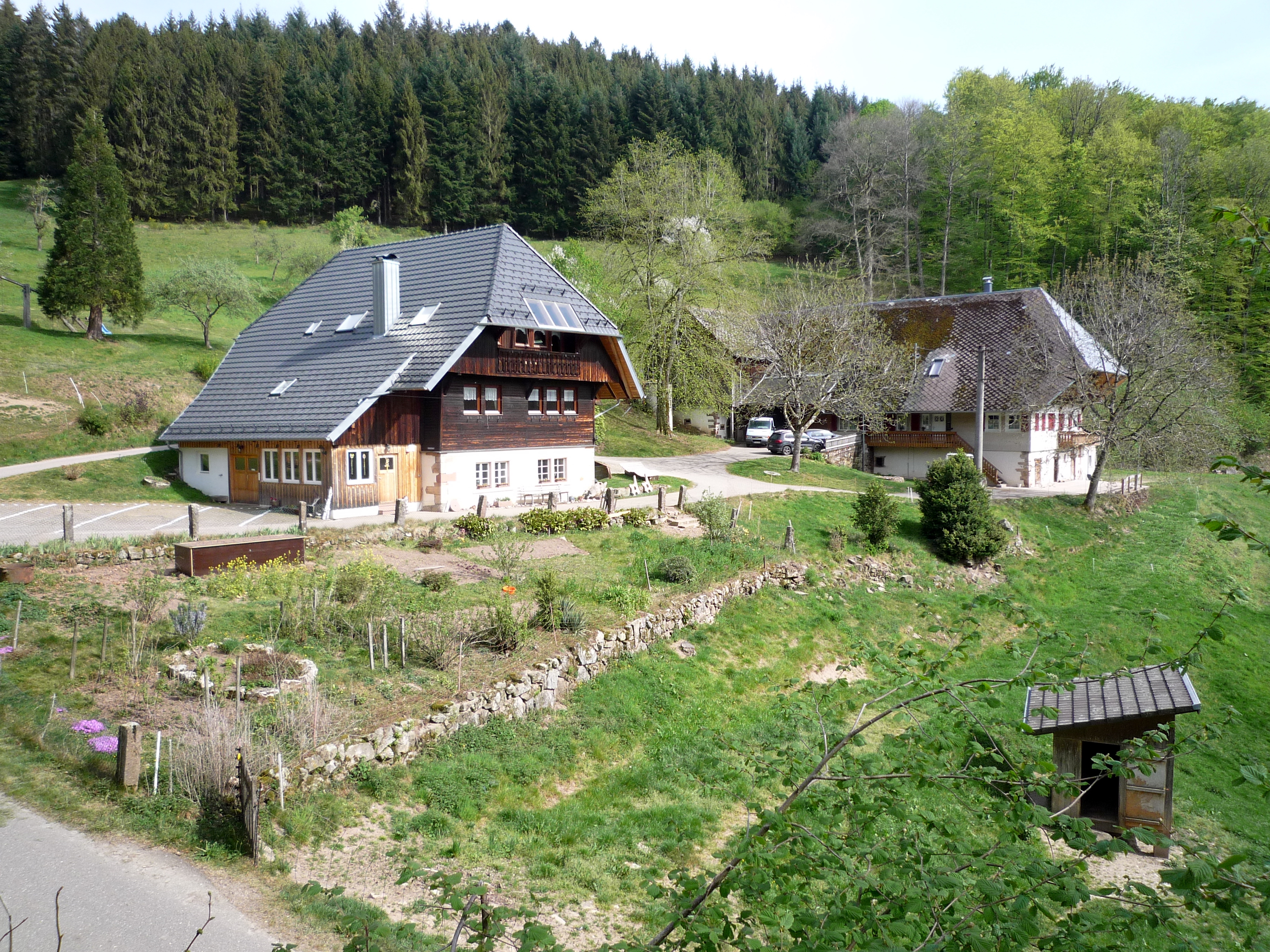
Barberast, Welschbollenbach (4. Etappe)
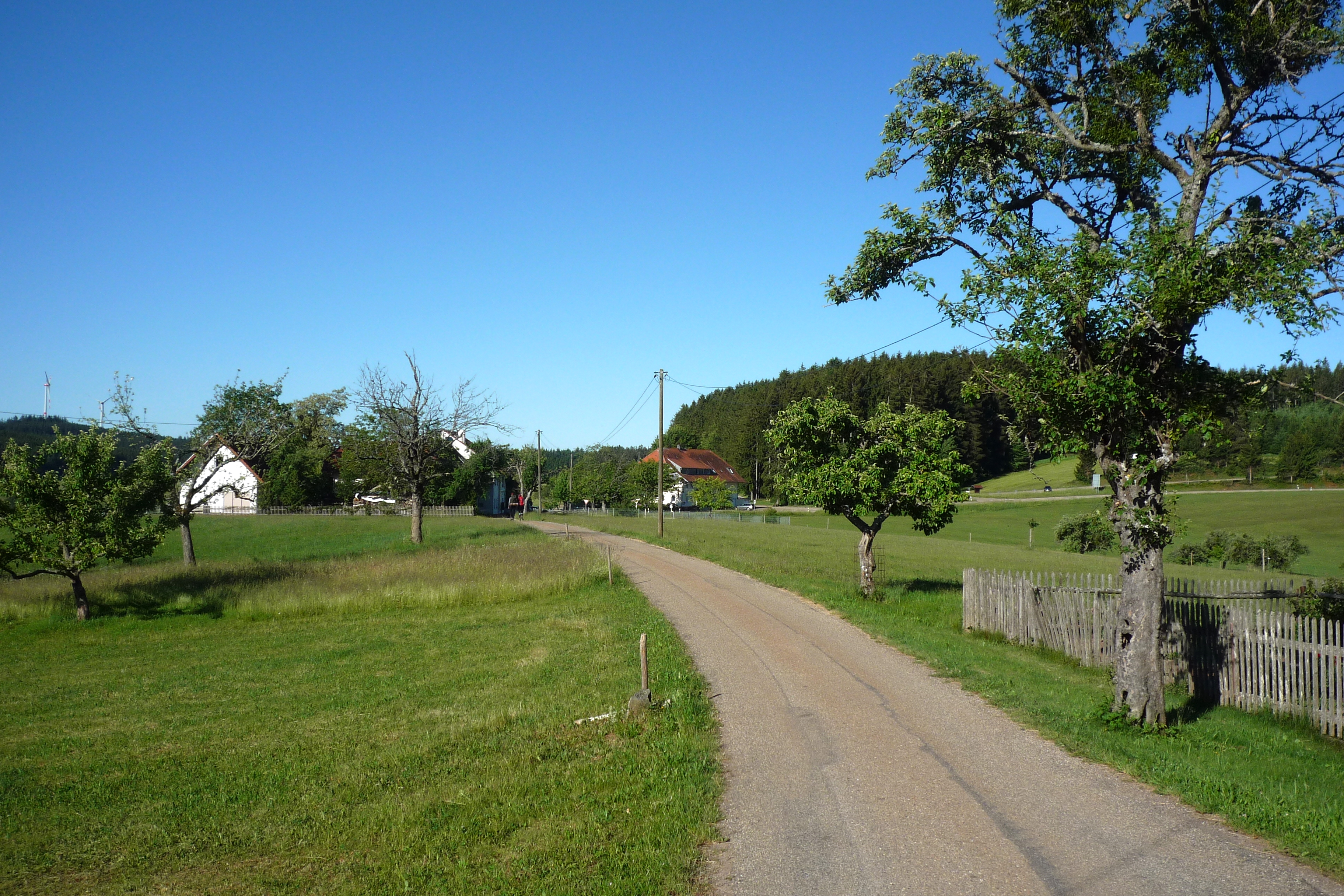
Höhenhäuser (4./5. Etappe)
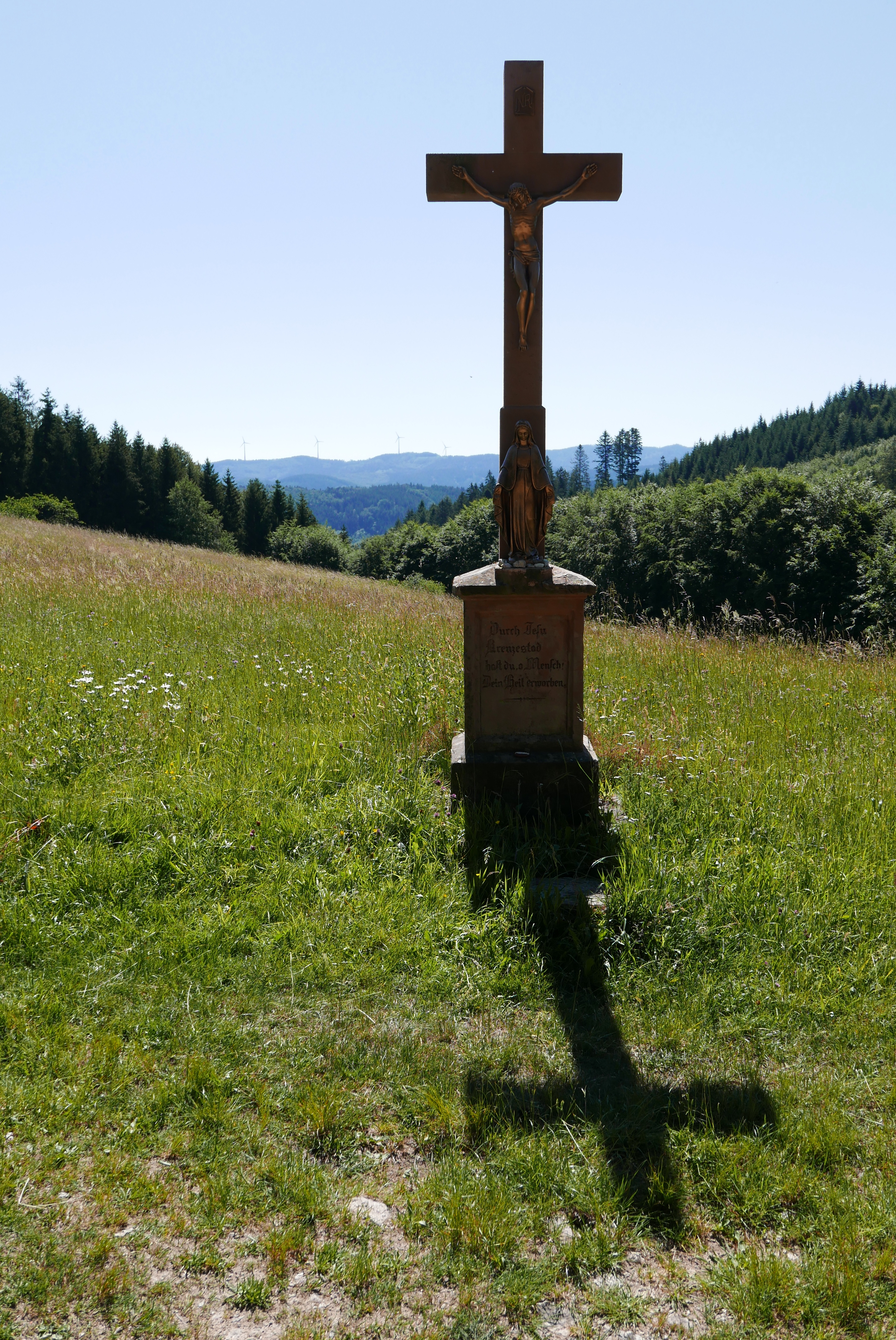
Fehrenbacher Kreuz (5. Etappe)